# Paracalliactis consors
Paracalliactis consors is een zeeanemonensoort uit de familie Hormathiidae.
Paracalliactis consors is voor het eerst wetenschappelijk beschreven door Verrill in 1882.